# Зангезурський хребет
Зангезурський хребет (азерб. Zəngəzur dağları, вірм. Զանգեզուրի լեռնաշղթա) — гірський хребет на Закавказькому нагір'ї (у внутрішній частині, що належить до Вірменського нагір'я). Довжина близько 130 км. Простягається меридіонально від межиріччя річок Тертер і Арпа (північніше витоку Воротану) до долини Араксу, утворюючи в своїй південній частині кордон між Вірменією й Нахічеванською Автономною Республікою. На території Ірану продовженням хребта є Карадагська гірська система.
Найвища точка — гора Капутджух (3904 м), крім того, виділяються гори Сісакатар (3827 м), Наапет (3510 м), Ернджак (3362 м), Шаапонк (3204 м), Салавард (3167 м), Гохтансар (3144 м), Айрісар (3125 м).
Є вододілом басейнів річок, що течуть на захід (Масрік, Арпа, Нахічеванчай, Алінджачай і Гілянчай) і на схід (Тертер, Воротан, Вохчі і Мегрі). Хребет асиметричний: південні й західні схили більш круті й скелясті, в той час, як східні схили мають помірний ухил і східчасто спускаються до долини річки Воротан.
За особливостями рельєфу хребет можна розділити на північну та південну частини. Північна частина порівняно невисока (середня висота близько 2800 м), є легкопрохідними перевалами (Воротанський 2344 м, Сисіанський 2347 м). Південна половина хребта досить різко підноситься. Тут розташовані головні вершини, поширені кари, трогові долини, кам'яні нагромадження. Днища частини карів зайняті озерами (Газан, Капутан, Каджаранц, Капуйт). Від південної частини Зангезурського хребта відгалужуються його відроги — Баргушатський і Мегринський хребти. Між цими двома хребтами тягнеться Хуступ-Катарський дугоподібний хребет.
Хребет складений, переважно, гранітами і гранодіоритами. Є родовища мідних і молібденових руд.
У передгір'ях хребта розташоване місто Ордубад.